# Volvo ECC

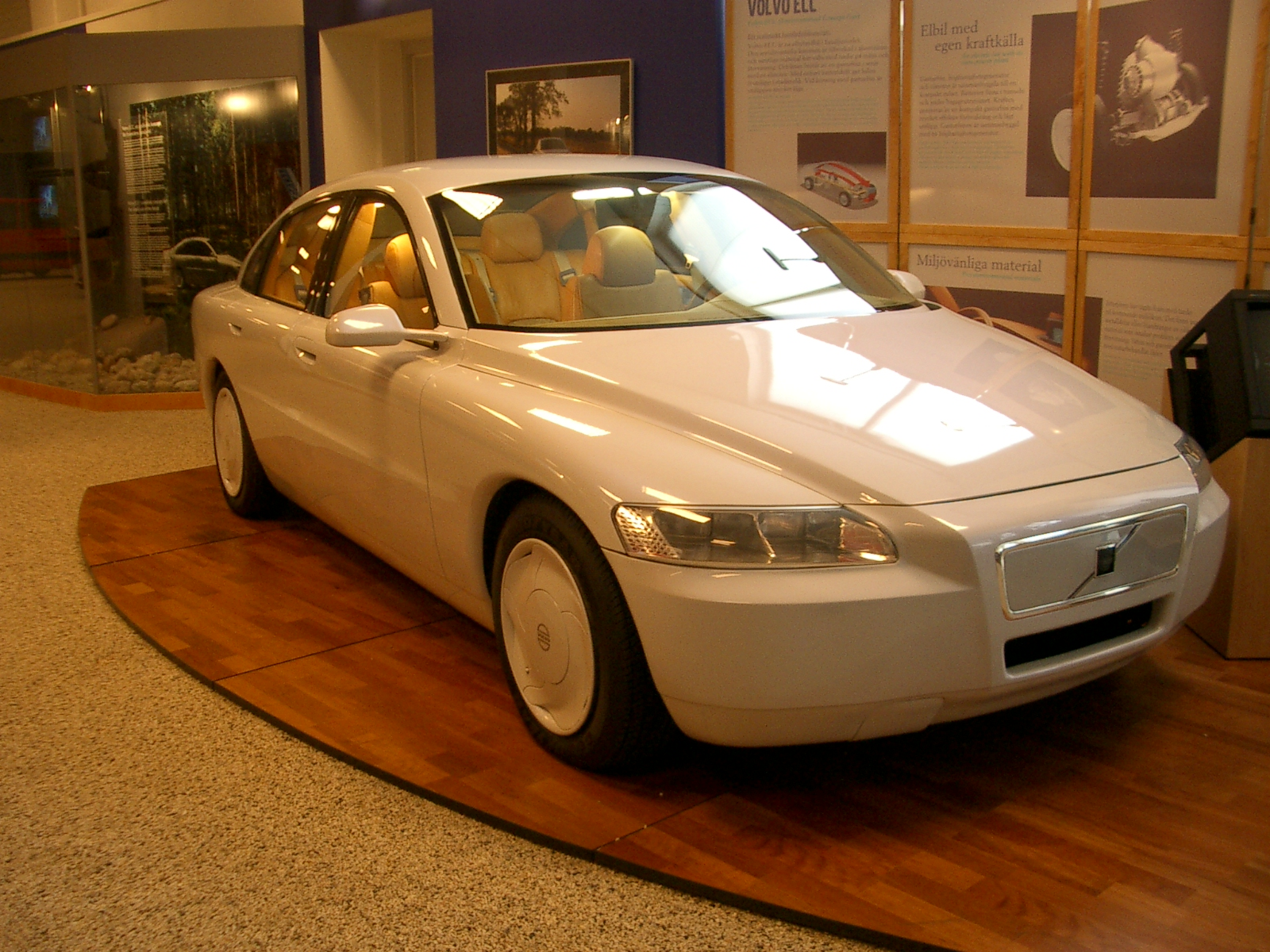
Volvo ECC

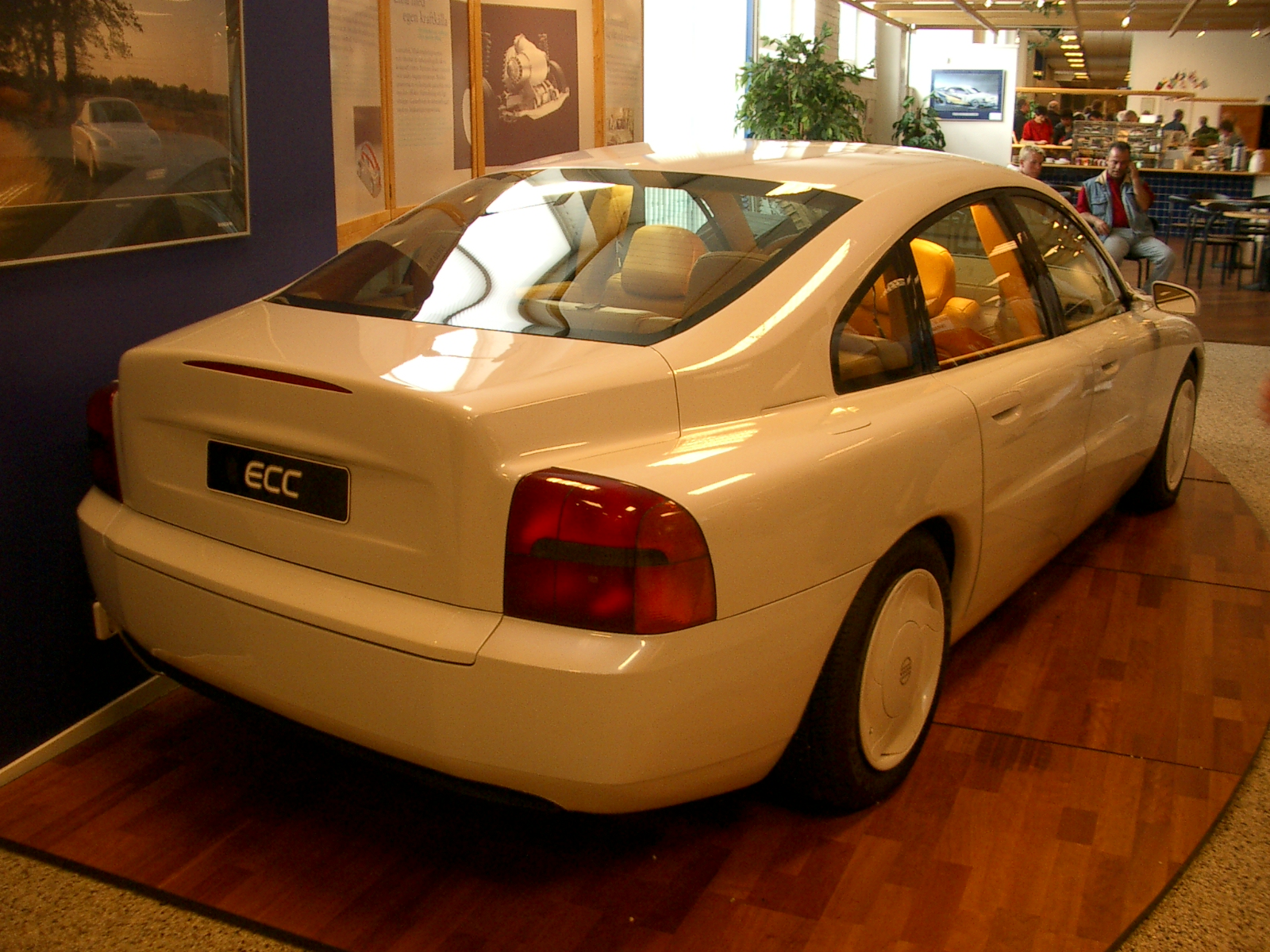
Volvo ECC

Volvo ECC (Environmental Concept Car), var en hybridkonceptbil från Volvo Personvagnar som visades upp på Parissalongen 1992 och bär tydliga drag av Volvo S80 som lanserades 1998. Volvo ECC var baserad på Volvo 850-plattformen och var Volvos tredje försök att bygga en miljövänlig bil för framtidens avgaskrav. Bilen var en seriehybridbil som var framhjulsdriven och drevs av en elmotor kopplad till ett stort batteripack. 

## Utveckling
Batterierna laddades antingen via ett eluttag när bilen var parkerad eller via en dieseldriven gasturbinmotor. Drivlinan utvecklades av Volvos växellådsfabrik i Köping (nuvarande Getrag) och ABB stod för alla delar av den elektriska i drivlinan bestående av elmotor, generator, styrsystem, kraftelektronik och likströmsomvandlare. 
Bilens prestanda var medelmåttiga då motorn utvecklade som mest ca 95 hästkrafter (70,3 kW) och batteriet gjorde bilen ca 150 kg tyngre än Volvo 850. 0-100 km/h avverkades runt 13 sekunder och bilen hade en toppfart på 180 km/h. Batterierna skulle vid normal drift räcka 13 mil och med full tank diesel knappt 70 mil. 
En intressant del av hybridsystemet var att man kunde med tre olika knappar välja antingen eldrift, hybriddrift (gasturbinen laddade batterierna vid behov) eller gasturbindrift (gasturbinen laddade batterierna konstant). Anledningen till denna funktion var att man ville ha en så ren drift som möjligt i städerna. Detta var en tid då Kalifornien började införa allt hårdare avgaskrav i strävan att få fram nollutsläpps bilar (Zero Emission Vehicles (ZEV), varav den optimerade gasturbinmotorn visade sig mycket lämplig. Det var främst designen som återfanns i Volvos kommande bilar och då först i form av Volvo S80. 
Detta var dock inte sista gången som Volvo visade upp en konceptbil som har hybridteknik under skalet. 

## Senare hybridbilar
Under senare halvan av 1990-talet visade Volvo åter upp en hybridbil, denna gång i form av ett rent teknikkoncept på S40 som i media omtalades som relativt produktionsklart. Den hade en tre-cylindrig bensinmotor kombinerad med ett dual-mode hybridsystem liknande det som Toyota Prius hade vid den tiden. Konceptbilen visades på mässor och omnämndes i media (bl.a. Göteborgs-Posten), men år 2009 är det mycket svårt att hitta bevis för att den över huvud taget har existerat. 
I Volvos konceptverkstad på Torslanda kan man hitta en bevarad drivlina satt på piedestal, men när det gäller fri information på internet så finns det tyvärr inte mycket att hitta. Det är okänt om någon konceptbil är bevarad. Projektet gick under namnet Desirée och efter det att projektet lades i malpåse av Volvos ledning och Ford köpte Volvo PV så plockade Ford hem tekniken till USA och satte snart därefter en hybridversion på Ford Escape i produktion med liknande teknik. 
Efter detta skulle det dröja många år innan Volvo visade upp en hybridbil igen, även om det ryktades om att XC60 Design Concept först planerades bli presenterad på Detroitmässan med en diesel-hybriddrivlina under skalet men istället presenterades med en FlexiFuel-variant på den då nya 3,2 liters 6-cylindriga bensinmotorn, en motorvariant som sedermera har lyst med sin frånvaro och idag känns ganska otidsenlig.
Under 2007 visade Volvo en ny hybridkonceptbil Volvo C30 ReCharge Concept av typen PlugIn-hybrid (PHEV). Den hade elmotorer i alla fyra hjulen och en 1.6 liters diesel- eller flexifuelmotor (olika för olika mässor) som El-generator (APU) i systemet som byggde på principen för seriehybrider utan mekanisk koppling mellan motor och drivhjul. På ren eldrift sades bilen få en räckvidd på 100 km, toppfart på 160 km/h och skulle klara 0-100 km/h på 9 sekunder. Bilen var på konceptstadiet med teknik som inte var rimlig för produktion inom en överskådlig framtid, absolut tidigast 2015 uttalade Volvo själva till media. Under 2008 uttalade Volvo mycket som tyder på att man jobbade hårt med att ta fram hybridteknik med produktion som mål inom en nära förestående framtid. Någon form av mikrohybrid har omnämndes för produktion och en fullhybrid något senare.